# Instytut Informatyki i Elektroniki Uniwersytetu Zielonogórskiego
Instytut Informatyki i Elektroniki (IIE) Uniwersytetu Zielonogórskiego – jednostka dydaktyczno-naukowa w składzie Wydziału Elektrotechniki, Informatyki i Telekomunikacji Uniwersytetu Zielonogórskiego, która istniała w latach 1991-2015. Dzieliła  się na 3 zakłady i pracownię. Prowadziła działalność dydaktyczną i badawczą związaną z inżynierią komputerową w jej różnych aspektach, systemami informacyjnymi i urządzeniami elektronicznymi. 

## Adres
Instytut Informatyki i Elektroniki 

Uniwersytetu Zielonogórskiego 

ul. prof. Z. Szafrana 2 

65-516 Zielona Góra

## Struktura organizacyjna
- Zakład Elektroniki i Układów Mikroprocesorowych,
- Zakład Inżynierii Komputerowej,
- Zakład Technik Informatycznych,
- Pracownia Informatyki i Elektroniki.

## Kadra (w 2015)
- 26 pracowników naukowo-dydaktycznych, w tym 5 doktorów habilitowanych (z czego 2 profesorów tytularnych) i 21 doktorów,
- 5 pracowników administracyjno-technicznych.

## Obszary badań
- urządzenia elektroniczne oraz systemy mikroprocesorowe,
- metody projektowania systemów informacyjnych,
- nowoczesne techniki programowania,
- lokalne i globalne sieci komputerowe,
- zastosowanie systemów komputerowych w zarządzaniu przedsiębiorstwami produkcyjnymi,
- formalne metody projektowania układów cyfrowych,
- projektowanie specjalizowanych scalonych układów cyfrowych (ASIC, FPGA, CPLD),
- oprogramowanie do automatycznego projektowania układów cyfrowych,
- specyfikacja i projektowanie cyfrowych systemów osadzonych,
- zintegrowane projektowanie systemów sprzętowo-programowych.

## Kierunki kształcenia
- informatyka,
- automatyka i robotyka,
- elektronika i telekomunikacja,
- elektrotechnika,

a także inżynieria biomedyczna - w ramach kierunków międzywydziałowych.

## Historia
Instytut powstał w 1991 roku przez wyodrębnienie ze składu Instytutu Automatyki i Metrologii na Wydziale Elektrycznym Wyższej Szkoły Inżynierskiej w Zielonej Górze (od roku 1996 - Politechnika Zielonogórska). Pierwszym dyrektorem IIE był dr inż. (obecnie dr hab. inż., prof. UZ) Janusz Szajna, w późniejszych latach jeden z założycieli firmy Advanced Digital Broadcast i prezes jej zielonogórskiej spółki. W latach 1997–2012 dyrektorem Instytutu był dr hab. inż. Marian Adamski (od 2003 profesor zwyczajny UZ). Od roku 2001 Instytut funkcjonował w ramach Wydziału Elektrotechniki, Informatyki i Telekomunikacji Uniwersytetu Zielonogórskiego. W roku 2015 w ramach restrukturyzacji wydziału Instytut zlikwidowano, a jego pracowników przeniesiono do Instytutu Metrologii Elektrycznej, Instytutu Inżynierii Elektrycznej oraz Instytutu Sterowania i Systemów Informatycznych.

## Kierownictwo (2012-2015)
- Dyrektor: dr inż. Piotr Mróz,
- Zastępca: dr inż. Tomasz Gratkowski.